# Oasis de Jalo
L'oasis de Jalo (arabe : جالو) est une oasis située dans la Cyrénaïque, en Libye. La ville de Jalo (écrit également Gialo ou Jalu), d'environ 4 000 habitants, est une petite ville créée à proximité de l'oasis dans la municipalité d'Al Wahat .

## Situation
L'oasis de Jalo est localisée à l'ouest de la Grande mer de sable et à environ 250 km au sud-est du golfe de Syrte. Elle est mesure environ 19 kilomètres de longueur et environ 11 km de large. Elle prend en charge un certain nombre de colonies de peuplement, dont la plus importante est la ville de Jalo située à 30 km au sud-est de l'oasis. Avec 3 880 parties par million, l'eau de l'oasis de Jalo est assez salée.
De 1983 à 1988, Jalo était la capitale administrative du district Jalo au moment où la région est devenue la partie du district Ajdabiya. Depuis 2007 elle fait partie du district Al Wahat. Les principales activités économiques de la région sont l'agriculture et les entreprises du secteur pétrolier. Les principales cultures, dans les oasis, sont la culture des palmiers dattiers, les tomates et les céréales.
L'oasis de Jalo se trouve à une vingtaine de kilomètres au sud-ouest d'Awjila, à environ deux kilomètres au nord-ouest de Rasceda, et à environ vingt-cinq kilomètres au sud-sud-ouest de Jikharra.

## Histoire

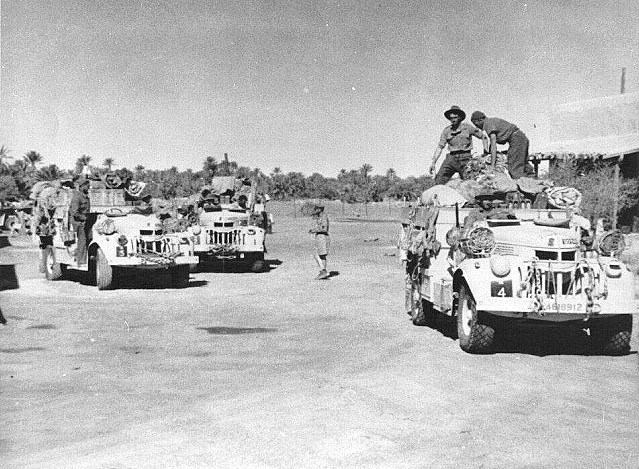
Des Chevrolet 30 cwt 1533x2 de la R1 Patrol du Long Range Desert Group lourdement chargés au départ de leur base de oasis de Jalo. À l'avant plan le R4 Rotowaro W.D.no. L4618912.

### Seconde guerre mondiale
En raison de son emplacement et comme source d'eau, l'oasis de Jalo avait une importance stratégique durant la guerre du désert pendant la Seconde Guerre mondiale et a changé plusieurs fois de mains entre les forces alliées et de l'Axe. Fin novembre 1941, Jalo est occupée par les troupes britanniques. En effet le Long Range Desert Group ramène David Stirling et la poignée de rescapée des SAS, alors stationnés à Siwa, en Égypte, et Koufra à l'oasis de Jalo sans la moindre autorisation. Le 8 décembre 1941, David Stirling et Paddy Mayne, quittent Jalo avec 7 véhicules du LRDG de la patrouille rhodésienne, et mènent, 3 jours plus tard, deux raids SAS sur des aérodromes de l’Axe à Sirte et Tamet.
En août et septembre 1942, l'oasis de Jalo, alors occupée par les troupes de l'Axe, subit un raid commando des troupes des Forces de défense soudanaises et des SAS lors de Opération Nicety.

### Première guerre civile libyenne
En 2011, durant la guerre civile libyenne, Jalo a été le théâtre de combats lors de la campagne du désert de Cyrénaïque (en)

## Personnalités
- Abu-Bakr Yunis Jabr (1940-2011)